# Stefan Größing
Stefan Größing (* 27. April 1937 in Leoben) ist ein österreichischer Sportpädagoge und Hochschullehrer.

## Leben
Größing war als Lehrer im Schuldienst tätig, ehe er von 1973 bis 1981 an der Technischen Universität München in Deutschland eine Professorenstelle für Sportpädagogik innehatte. Nach seinem Weggang aus München war er Professor an der Universität Salzburg und wurde dort mit Beginn des Studienjahrs 1981/82 Inhaber des Lehrstuhls für Sportpädagogik sowie Institutsleiter. 1985 wurde Größing an der Universität Salzburg Dekan der Geisteswissenschaftlichen Fakultät und bekam 1987 ebendort wieder die Leitung des Instituts für Sportwissenschaften übertragen. Ende September 2005 schied Größing aus dem Hochschuldienst.
Er war jahrelang Leiter des Margarete-Streicher-Archivs, das dann der Österreichischen Nationalbibliothek überlassen wurde. Über Margarete Streicher veröffentlichte Größing 2007 das Buch Margarete Streicher. Eine starke Frau in einer Männerwelt. Des Weiteren befasste er sich in seiner wissenschaftlichen Arbeit insbesondere mit Sportdidaktik und Schulsport, er verfasste das in mehreren Auflagen erschienene Buch Einführung in die Sportdidaktik: Lehren und Lernen im Sportunterricht. Ein weiterer Schwerpunkt seines Wirkens waren Bewegungs- und Trainingslehre. 1993 erschien sein Buch Bewegungskultur und Bewegungserziehung. Grundlagen einer sinnorientierten Bewegungspädagogik.
Nach der Gründung der Österreichischen Sportwissenschaftlichen Gesellschaft im Jahr 1985 war Größing deren erster Vorsitzender. Er hatte das Amt zunächst bis 1987, dann erneut von 1991 bis 1993 sowie von 2000 bis 2002 inne. 2006 wurde er mit der Goldenen Ehrennadel der Deutschen Vereinigung für Sportwissenschaft ausgezeichnet.